# Українська Гетьманська Організація Америки
Українська Гетьманська Організація Америки (УГОА), організація культурного й громадського типу у США, заснована 1943 з центральним осідком у Детройті.
УГОА є спадкоємцем двох міжвоєнних (1923 — 39) гетьманських організацій у США: молодіжної спортово-руханкової і парамілітарної «Січової Організації» (дивіться «Січ»), заснованої С. Гриневецьким і О. Назаруком, та політичного Союзу Гетьманців Державників (СГД) з осідком у Чикаго, які на початку другої світової війни заборонила американська влада, підозріваючи їх у пронімецькому наставленні.
УГОА нараховує тепер 14 відділів у всіх більших українських скупченнях у США і близько 300 членів.
Провідні діячі: О. Біловус, М. Сіменович, П. Запорожець, В. Бачинський, М. Бояр, П. Небоженко.
Пресові органи: «Український Робітник» (1934 — 51), двотижневик «Наша Держава» (1952 — 55) і «Батьківщина» (всі у Торонто), квартальник «Державницька Думка» (Філадельфія); книжкове видавництво «Булава» (Нью-Йорк).